# Metatissotia
Metatissotia SEPKOSKI è un genere di molluschi cefalopodi estinti appartenente alle ammoniti (sottoclasse Ammonoidea), vissuto nel Coniaciano (Cretaceo Superiore). La distribuzione di questo gruppo è mondiale.

## Descrizione
Conchiglia con avvolgimento planispirale, decisamente involuta, da moderatamente compressa a compressa. Ombelico stretto e profondo, delimitato da un margine netto, sub-verticale. La sezione dei giri nell'adulto è sub-ovale. L'ornamentazione è caratterizzata nell'adulto da coste ampie e poco rilevate che non attraversano il ventre e possono terminare in tubercoli latero-ventrali; presenti in alcune specie anche tubercoli periombelicali. 

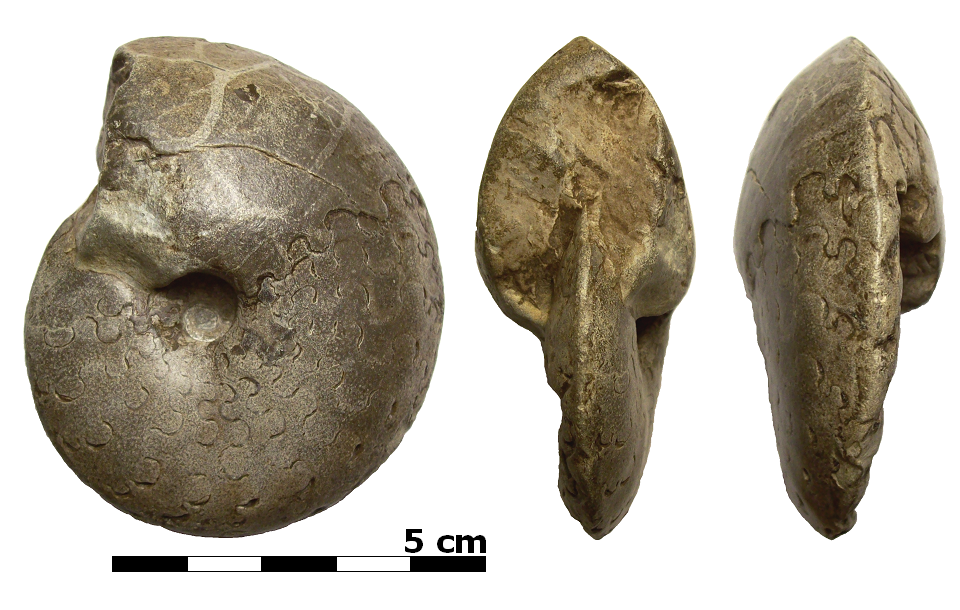
Esemplare di Metatissotia fourneli (BAYLE, 1849), con parte della camera d'abitazione conservata. Ben visibile la sutura pseudo-ceratitica. Cretaceo Superiore (Coniaciano) del Perù. L'esemplare è parzialmente eroso sul lato destro, ma è visibile nella sua completezza il profilo ventrale angoloso nel tratto terminale dell'ultimo giro.

Ventre piatto negli esemplari giovanili, poi con una carena affilata, continua o crenulata negli esemplari sub-adulti, che tende a scomparire per dare luogo ad un ventre marcatamente angoloso nell'adulto. In diverse forme le coste sono distinte solo sulla parte esterna dei fianchi. Nell'adulto, l'ornamentazione a coste e tubercoli può attenuarsi fino a scomparire negli ultimi giri. Negli esemplari giovanili l'ornamentazione a coste e tubercoli è più marcata. Sutura pseudo-ceratitica con numerosi elementi poco differenziati; selle lisce e arrotondate e lobi con denticoli poco sviluppati; lobo laterale tendenzialmente più sviluppato degli altri e più decisamente denticolato; prima sella laterale ben sviluppata, di forma bilobata, suddivisa da un piccolo lobo; lobo esterno (ventrale) poco sviluppato, suddiviso da una piccola sella.

## Distribuzione
Forma molto diffusa e frequente nei depositi di mare epicontinentale di tutto il mondo, dalle Americhe all'estremo oriente.

## Habitat
Forma di profondità moderata, entro i limiti della piattaforma continentale. La forma adulta probabilmente era un nuotatore veloce, considerando il profilo affilato e idrodinamico, mentre il ventre piatto e l'ornamentazione più marcata delle forme giovanili sembrano indicare abitudini meno attive e tendenzialmente bentoniche.